# 242529 Hilaomar
A 242529 Hilaomar (ideiglenes jelöléssel 2005 AL54) a Naprendszer kisbolygóövében található aszteroida. M. Ory fedezte fel 2005. január 13-án.